# La caduta (film 1978)
La caduta (A queda) è un film del 1978 diretto da Ruy Guerra e Nelson Xavier, che ne è anche interprete principale.

## Trama
Considerato il sequel de I fucili, è la storia di un operaio che muore in un incidente sul posto di lavoro per via delle precarie condizioni della casa.
Quando i suoi superiori cercano di insabbiare la faccenda cercando di corrompere la famiglia, uno dei suoi parenti, grazie all'aiuto di un giornalista e di un avvocato, li porta in tribunale per ottenere giustizia.

## Riconoscimenti
- Orso d'argento al festival di Berlino (1978)